# 리베 (덴마크)
리베(덴마크어: Ribe, 독일어: Ripen 리펜[*])는 덴마크 윌란반도 남서부에 위치한 도시로, 인구는 8,257명(2022년)이다. 2007년 1월 1일에 실시된 행정 구역 개편 당시 리베 시와 리베 주가 남덴마크 지역 에스비에르 시에 합병되었다. 덴마크에서 가장 오래된 도시 가운데 하나로 손꼽힌다.

## 자매 도시
- 프랑스 발루아
- 영국 일리
- 독일 귀스트로
- 오스트리아 크렘스안데어도나우
- 노르웨이 레이캉에르
- 독일 라체부르크
- 스웨덴 스트렝네스
- 중화민국 타이난시